# フリッツラー
フリッツラー (ドイツ語: Fritzlar, ドイツ語発音: [ˈfrɪt͜slar]) は、ドイツ連邦共和国ヘッセン州北部のシュヴァルム＝エーダー郡に属す小都市で、同郡の経済的中心地である。
この街は、ドイツ中部および北部のキリスト教化（723年の聖ボニファティウスによるドナーアイヒェの伐採）ならびに中世の神聖ローマ帝国（919年の帝国会議でハインリヒ1世が東フランク王に選出された）の起点となった聖堂と皇帝の街である。
フリッツラーの名前は元々は「平和の街」を意味する Friedeslar に由来する。

## 地理

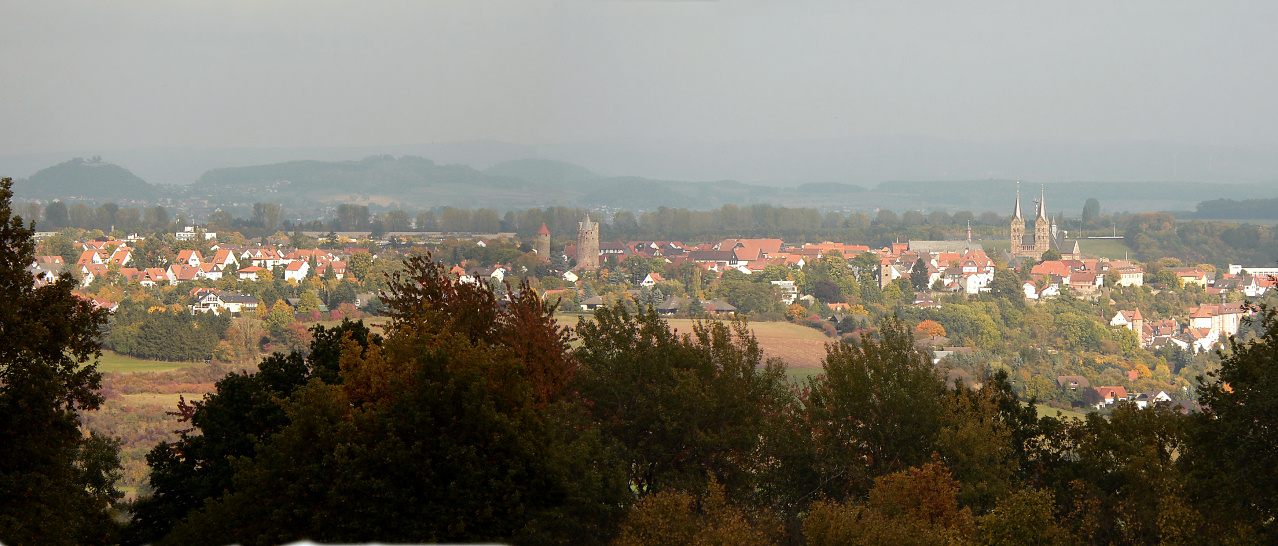
フリッツラー遠望

### 位置
フリッツラーは、カッセルの南約 25 km（直線距離）の北ヘッセン山地に位置し、「フリッツラー・ベルデ」の南端およびエーダー川北岸の「フリッツラーラー・エーダーフルーア」に面している。
この街の付近の環境は肥沃な土地と、数多くのほとんどが森に覆われた玄武岩の山で特徴付けられる。これらの山はその多くが山頂に城砦や遺跡を戴いている。グーデンスベルク、ホムベルク、フェルスベルク、ハイリゲンブルク城、アルテンブルク、イェンスベルク、ナウムブルクなどである。

### 隣接する市町村
フリッツラーは、北はナウムブルク、バート・エムスタール（ともにカッセル郡）とニーデンシュタイン、東はグーデンスベルクとフェルスベルク、南はヴァーベルンとボルケン、南西はバート・ツヴェステン（いずれもシュヴァルム＝エーダー郡）、西はバート・ヴィルドゥンゲンとエーダータール（ともにヴァルデック＝フランケンベルク郡）と境を接する。

### 市の構成
フリッツラーは同名の中核市区の他、以下の10市区からなる。
| - カペル - ガイスマー - ハダマー - ローネ - オーバーメルリッヒ | - ロートヘルムスハウゼン - ウンゲダンケン - ヴェーレン - ヴェルケン - チュッシェン |

これらの市区は、1970年から1974年のヘッセン州の地域再編に伴い合併した旧市町村である。ウンゲダンケンとロートヘルムスハウゼンは歴史的にもフリッツラーと密接に結びついていたが、14世紀にマインツ大司教領の飛び地となっていた。チュッシェンはフリッツラーに合併するまではヴァルデック郡に属す独自の市であって、歴史的にはヴァルデック侯領に属していた。他の町村はヘッセン方伯領であった。

### 人口推移
この街の中世の人口は 2,000人から 3,000人の間を推移した。精確な数値は1740年以降について知ることができる。
| - 1740年: 2,027人 - 1812年: 2,274人 - 1820年: 2,659人 - 1837年: 2,890人 - 1842年: 3,039人 | - 1849年: 3,249人 - 1861年: 2,891人 - 1871年: 2,925人 - 1880年: 3,021人 - 1900年: 3,226人 | - 1905年: 3,448人 - 1933年: 4,240人 - 1939年: 6,468人 - 1946年: 6,654人 - 1956年: 6,985人 |

## 市の景観

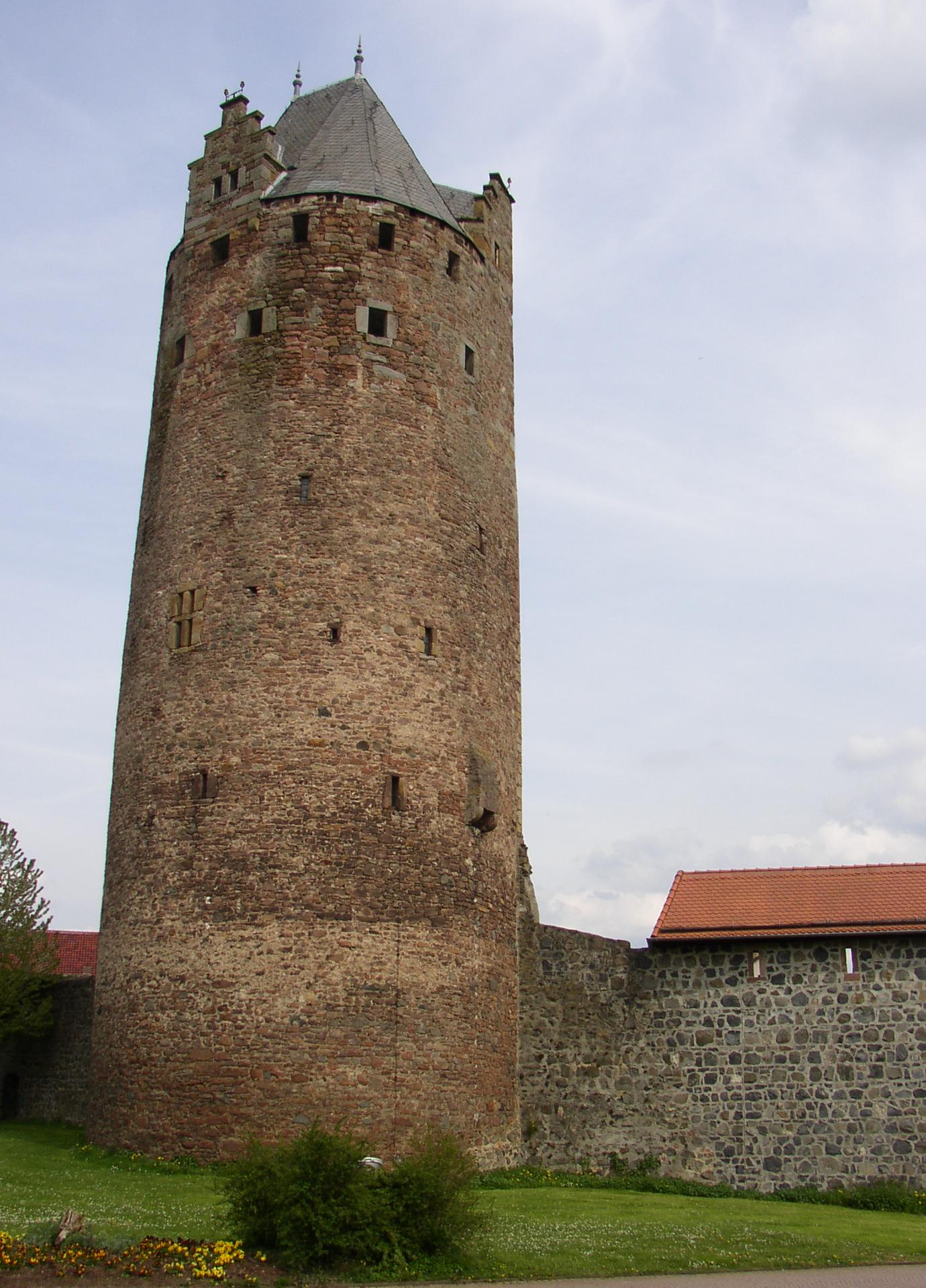
グラウアー塔

中世の中核市区は、全長 2.5 km、高さ 7.5 m から 10 m、厚さ平均 3 m の市壁で囲まれていたが、18世紀以降その 2/3 が取り壊された。戦略上重要な地点には塔が設けられ、少なくとも5箇所がフルデ（監視、防衛活動のための足場）で強化されていた。1274年に初めて記録されている「グラウアー塔（灰色の塔）」は 37 m の高さがあり、ドイツに現存する最も高い市の見張り塔である。市の防衛施設は、経済的理由や近代的な砲撃に対しては役に立たない存在となったことから、七年戦争以降すでに放置されていた。グラウアー塔付近のわずかな部分だけは、城壁内通路を有する城壁頂部が1980年代に修復された。19世紀前半に、交通の障害としてほとんどの市門が取り壊された: 1823年にホスピタル門、1829年にヴェルケル門、1834年にフレッケンボルン門（ツィーゲンベルクの麓）、1838年のハダマー門の楼門といった具合である。23基あった見張り塔のうち、現存するのは10基である: フラウエン塔、グラウアー塔、グレーベン塔、ローゼン塔、ヨルダン塔、レーギル塔、アム・バート塔、ブライヒェン塔、カンツェル塔、ヴィンター塔（最後の4基はいわゆる新市街を囲む市壁部分である）。塔の基部だけが遺されているのは、アルター塔、カラース、ペータース塔、ナーデレール塔、ツックマンテル、シュタインゴッセン塔とその付属建造物、2基の無名の塔である。市壁前の堀は現在、旧市街西側のわずかな痕跡だけを遺して、それ以外はほとんど見られなくなった。

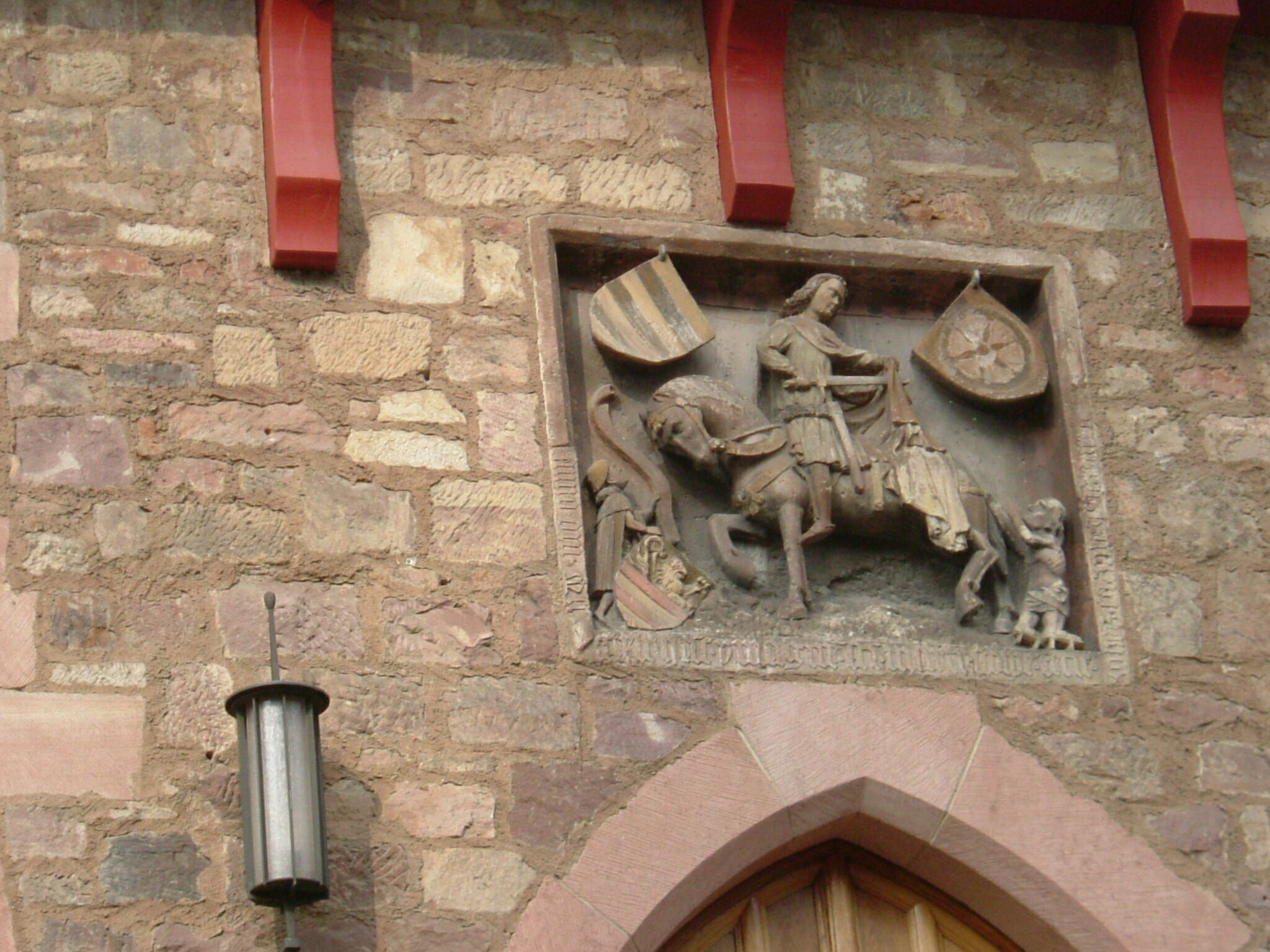
市庁舎の壁に埋め込まれた聖マルティンの石造レリーフ。貧者にマントを切って与える聖マルティン。右上はマインツ大司教の紋章、左上はマインツの聖堂参事会の紋章である。

この街の守護聖人である聖マルティンの1441年製石造レリーフを持つ市庁舎は、記録に遺るドイツで最も古い政庁（1109年）である。旧フランシスコ会修道院のゴシック教会は現在、他の修道院の建物が近代的な病院「聖霊病院」に改築されたにもかかわらず、プロテスタントの教会となっている。マルクト周辺の多くの建物は14世紀から17世紀に建造され、入念に修復されている。マルクト広場は現在野外レストランやカフェの絵に描いたような舞台装置となっている。
街の景観からは、いわゆる「ドーム（大聖堂）」と呼ばれるロマネスク＝ゴシック様式の教区教会、聖ペーター教会が抜きんでている。この教会は、1085年頃から1118年に聖ヴィクベルトによって建設された小さなバシリカの跡に建てられており、1180年から1200年までの間に大きく改築された。時代と共に行われた小さな増改築を除けば、この教会は当時の姿を現在まで遺している。この大聖堂は、2004年から教皇庁のバシリカ（バシリカ・マイナーの地位）にある。
市の外には、現在も7つの旧監視所が遺っている。14世紀後半あるいは1425年に監視所と環状壁で護られた避難所が建設され、一部が互いに接続されていた。オーバーメルリヒャー（ウンレーダー）監視所、ガルベヒャー（ガルベルガー）監視所、エッケリヒス監視所、ヘレン監視所、カッセラー監視所（1640年に皇帝軍の将軍ピッコロミーニはこの近くに陣を敷いた）である。アウエ監視所は1937年に軍用飛行場を建設するために取り壊された。また、ホルツハイマー監視所は18世紀にはすでに倒壊した。

## 歴史

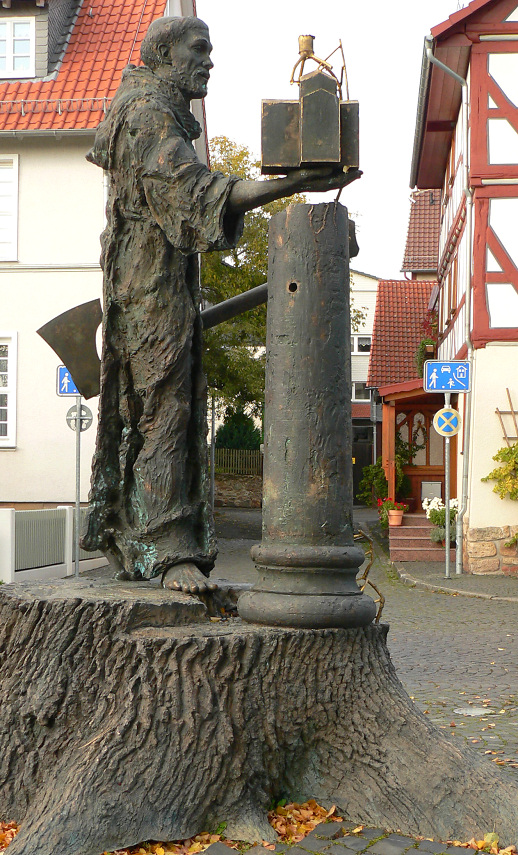
フリッツラー大聖堂前のボニファティウス像

### ボニファティウス、ドナーアイヒェ、市の創立
文献上の最初の記録は、724年の聖ボニファティウス（ヴィンフリートとも呼ばれる）にまで遡る。彼は、その1年前にガイスマー（現在はフリッツラーの市区）でドナーアイヒェ（ゲルマン族の神木であるオークの木）を切り倒した。12世紀から14世紀に建造されたロマネスク＝ゴシック様式の聖ペーター教区教会（通常は大聖堂と呼ばれる）は、ドイツの伝道者であるボニファティウスが切り倒したドナーアイヒェの木材から724年に礼拝堂を建てた場所にあるという伝承がある。このオークは、カッティ族がドナーに捧げた木で、ゲルマン族にとって最も重要な神木であった。ボニファティウスはカッティ族にキリスト教の神の優越性を示すためにこれを切り倒したのである。このできごとは、中部および北部ドイツの部族に対するキリスト教化が始まったことを象徴したものである。ボニファティウスが木材を再利用したとは考えにくく、異教の聖域だった村にドナーの文化が再興しないように支配することもなかったであろう。高い確率であったことは、現在聖堂が建っている丘陵の上にかつてドナーアイヒェがあったということだけである。
ヘッセン北部の、カッティ族が定住するフランク族とザクセン族との境界領域の布教活動のためにボニファティウスは、フリッツラーの対岸にあたるエーダー川南岸にあるビューラベルク山上に位置するフランク族のビューラブルクを、その拠点とした。布教が進むと、742年、ビューラブクルにリメスの東側で初めて司教が立てられた。その初代にして唯一の司教ヴィッタスの死後（ヘルスフェルト修道院に埋葬されている）、新たな司教は立てられず、ボニファティウスの弟子でマインツ大司教を継いだルルスによってマインツ大司教区に併合された。これ以後フリッツラーはマインツ大司教区を組織する上で重要な役割を果たした。聖ペーター教会の首席司祭は、同時にマインツ大司教の司教座聖堂助祭長を務めたのである。
ボニファティウスによって 724年に創設されたベネディクト会修道院は修道院長ヴィクベルトの下で発展し、以後の時代には聖界・俗界の学識センターとなった。後のフルダ修道院長シュトゥルミも学んだ修道院学校は、ドイツ最古の学校組織ではないものの、修道院および神学に特化された教育プログラムについてはシュトゥルミの伝記に記述されている。ボニファティウスが大司教に任命された後、732年頃に新たな石造教会が建設された。同じ頃、初めて皇帝の居館をこの街に築いたカール大帝は、この修道院に国家による保護と広大な領地を授け、782年に帝国修道院に昇格したことにより、周囲の集落は急速に都市へと発展していった。ボニファティウスを範とする伝道が果たされたことにより、この修道院は遅くとも1005年までには学問の場に変わっていった。修道院参事会員は、もはや修道院での共同生活を行わず、それぞれの家に住むようになった。そのいくつかは14世紀に建造されたものもあり、現在も街の景観を形成してる注目すべき建造物となっている。この修道院は1803年に世俗化と、市がヘッセンに占領されたことにより廃止された。この修道院学校の最も有名な生徒は、1200年頃に活動した詩人のヘルボルト・フォン・フリッツラーである。

### ハインリヒ1世と中世の帝国運営
この街は、フランク族とザクセン族との定住地の境界地域に位置し、中世初期の重要な街道が交差する地点に面していた。こうした戦略上重要な位置にあることで、特に10世紀から11世紀にこの街はローマ王や神聖ローマ皇帝のヘッセンにおける特権的な滞在地となった。おそらくカール大帝の時代にはすでに建設されていたカイザー広場は、もう現存していない。フリッツラーは11世紀の初めまで重要な帝国会議、集会、教会会議が行われ、皇帝が滞在した。
906年のフリッツラーの戦いでコンラディン家出身のコンラートは、フランケン地方を支配していたバーベンベルク家の敵対者をこの地に急襲し、決定的に打ち負かすことに成功した。この戦いでコンラートは、同名の父親を失ったが、フランケン公の地位を確保した。コンラートは5年後にフォルヒハイムでコンラート1世となり、叔父ルートヴィヒ幼童王の後継者として東フランク王国の王に選出された。フリッツラー市の西端にあったコンラディン家の城は、これにより王の城館となった。
フリッツラーでの最も重要な帝国会議は919年のもので、この会議でザクセン公ハインリヒ1世は5月12日に東フランク王国の王となった。コンラート1世王は918年12月に息子をもうけないまま亡くなり、その弟フランケン方伯（コンラートの死後はフランケン公）エーバーハルトは、遺言によりハインリヒに王冠を献げる役割を託された。これは、ハインリヒだけが、フランケンとザクセンとの紛争を調停し、ドイツ南部のバイエルン、シュヴァーベン、ロートリンゲンの部族大公を帝国につなぎ止め、帝国の一体性を保持できるという考えを示すものであった。エーバーハルトとシュヴァーベン公ブルヒャルト1世は、ハインリヒの選出に賛成したが、バイエルン公アルヌルフ1世は921年にハインリヒが軍隊と共にバイエルンに入場して降伏した。これにより、ハインリヒはフランク族の後裔として、またカール大帝の後継者として東フランク王国の王座を占めた初めてのザクセン人となった。
その後、この街は何度も帝国会議や諸侯会議が開催された。特にオットー朝やザーリア朝の皇帝たちは1145年まで少なくとも15回、この街で宮廷、議会、裁判が開かれた。953年5月にオットー1世の下で開催されたフリッツラー会議では、対立した自らの息子リウドルフと、たとえばロートリンゲン公コンラート赤毛公やマインツ大司教フリードリヒといったリウドルフの支持者に対して重罰を宣告した。ハインリヒ4世と対立王ルドルフ・フォン・ラインフェルデンの争いでは、1078年から1079年にかけてフリッツラーは少なくとも3回両派の戦いの舞台となり、1079年秋にルドルフはこの街と王宮を廃墟とした。
1118年、1244年、1259年の 3 回フリッツラーで開催された教会会議も重要である。教皇使節のクーノ・フォン・プレネステ臨席で開催された1118年のフリッツラー教会会議では、教皇と新たな叙任権闘争を始めた皇帝ハインリヒ5世に対して破門が宣言されたことが通告された。同時にバンベルク司教オットーは、この皇帝の帝国宰相としてローマとの争いを続けたという理由で、教皇派によってその役職を剥奪された。また、この会議では、後にプレモントレ会を創設し、マクデブルク大司教となるノルベルト・フォン・クサンテンは洗礼者ヨハネを引き合いに出して異端との批判を切り抜けた。1244年5月30日の教会会議は、教皇から皇帝フリードリヒ2世へ、マインツ大司教からエアフルト市に対して破門を含む非難決議を宣告し、教会権力とその規律強化を目的とした14条の規約が設けられた。1259年の教会会議では、教会運営や規則に関する問いに対して一連の条例が公布された。その中には平信徒の扱いや、聖金曜日にはいかなるユダヤ人も窓から眺めたり戸口に立ったりしてはならないという命令も含まれていた。

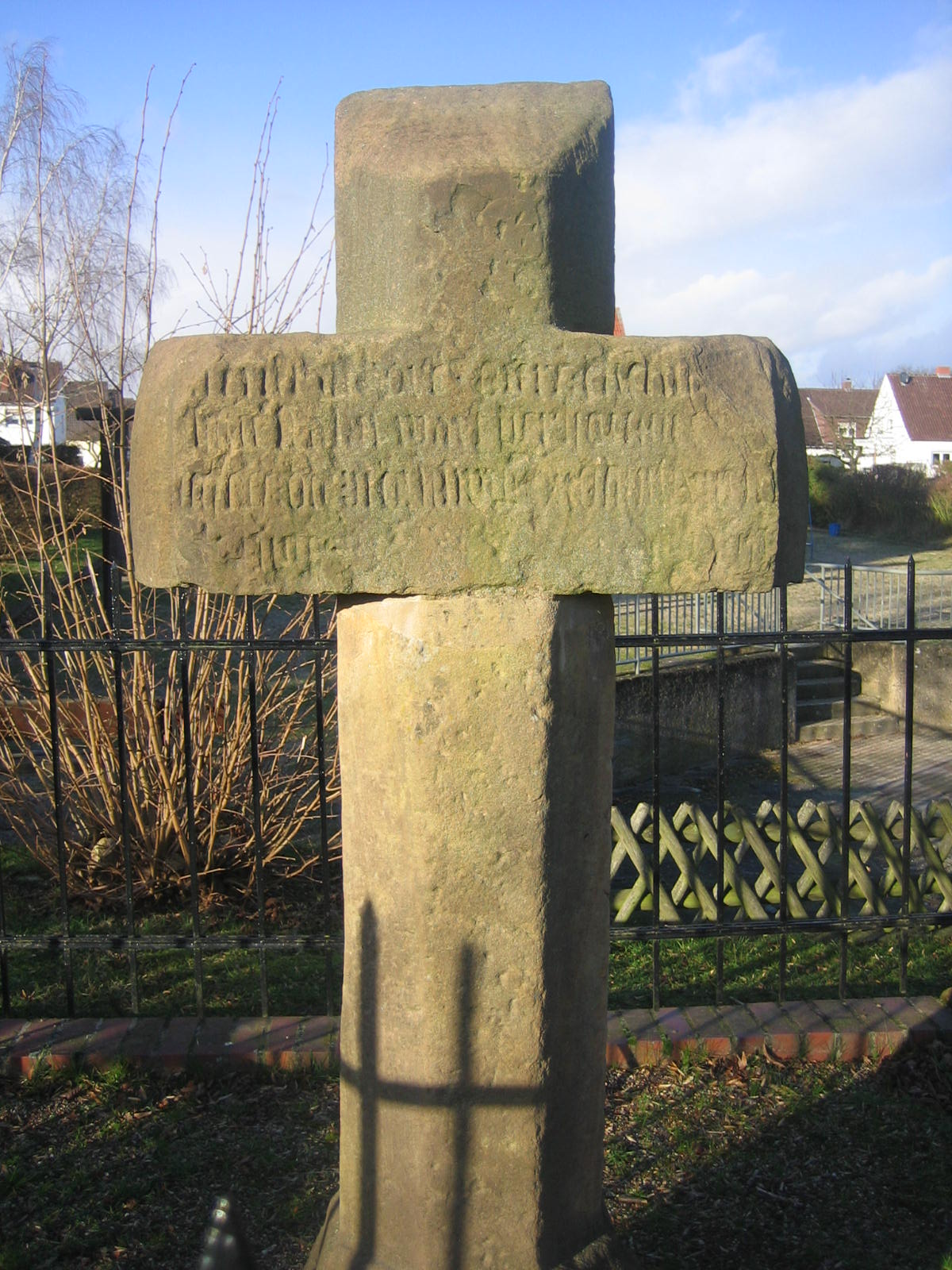
クラインエングリスのカイザークロイツ

帝国行政は、1400年にもう一度フリッツラーで転換した。ブラウンシュヴァイク＝リューネブルク公フリードリヒ1世は、フランクフルトの諸侯会議でローマ王ヴェンツェルに対する対立王として推挙されたが、マインツ大司教ヨハン2世はプファルツ選帝侯ループレヒトを推した。不和となった両派はフランクフルトから旅立った。フリードリヒは帰る途中、1400年6月5日にフリッツラー近郊の現在のクラインエングリスでヴァルデック伯ハインリヒ7世とその協力者フリードリヒ・フォン・ヘルティングスハウゼンおよびコンラート・フォン・ファルケンベルクによって殺害された。殺害者はいずれもマインツ選帝侯の封臣やミニステリアーレであった。ヴェンツェルは8月20日まで帝冠を保持したが、その後ループレヒトに取って代わられた。1400年の殺害を記念して、15世紀以降、殺害現場に「クラインエングリスのカイザークロイツ（皇帝の十字架）」が建立された。

### 領土紛争の種
フランク人とザクセン人との境界領域、後にはテューリンゲン方伯領内にあるマインツ大司教領の飛び地であり、さらに後にはヘッセン領となる位置にあるこの街は繰り返し戦闘行為の原因、起点、現場となってきた。それはザクセン人とフランク人との争い、聖界と世俗との争い、カトリック領主とプロテスタント領主との争いであった。街は繰り返し包囲され、何度も占領され、焼き払われ、そして何度も再建された。
最初の破壊は、カール大帝によるザクセン戦争の際、774年に起こった。カールがイタリアにいた時、ザクセン人が北ヘッセンに侵攻し、フリッツラーの住民が防衛を試みたビューラブルク城を包囲した。彼らは城を攻略することはできなかったものの、街を略奪し、焼き払った。ヴィクベルトの石造バシリカだけが無傷で残った。このため、2人の天使が現れ、敵を追い払ったという伝説が後に生まれた。街はすぐに再建された。786年にはすでに教会会議が開催され、そこで第3代のマインツ大司教が選出された。フリッツラーの修道院長はこれ以後1051年までマインツの補佐司教の地位を占めることとなった。
1066年から1079年までに皇帝ハインリヒ4世が寄進を行ったことにより、修道院、アムト（行政機能）、宮廷、フリッツラー市は王領からマインツ大司教領となり、それまでニーダーヘッセン地方の首邑であったフリッツラー市は帝国行政の街としての重要性を極めて急速に失った。マインツへの所属は1803年の帝国代表者会議主要決議によって終了した。銀地に2つの赤いマインツの輪を描いた市の紋章は、この数世紀に及ぶマインツ大司教領への所属を表している。
しかしそれ以前、ハインリヒ4世とローマや教皇が支持する対立王ルドルフ・フォン・ラインフェルデンとの争いはフリッツラーにとって良くない結果をもたらした。フリッツラーの城館にしばしば滞在したハインリヒは1078年から1079年の冬にもフリッツラーに滞在した。その結果、ルドルフを支持するザクセンの領主は1079年の夏にこの街を襲撃した。ハインリヒは逃走に成功したが、街は征服され、完全に荒廃した。マインツ大司教ヴェツィーロによれば、1085年にもまだこの街は再建が始まっておらず、事実上荒廃したままであった。
その後何世紀もフリッツラーは、ナウムブルク、ホーフガイスマー、アメーネブルクと並んで、北ヘッセンにおけるマインツ大司教の領土経営の支柱であり、この街はテューリンゲン方伯および後にはヘッセン方伯対マインツ大司教の軍事的対立の焦点に繰り返しなった。ハインリヒ・ラスペの弟で、テューリンゲン方伯領のヘッセン部分をヘッセン伯（グーデンスベルク）として運営していたコンラート・フォン・テューリンゲンは、3か月に及ぶ包囲の末、1232年9月15日にフリッツラーを占領した。街は完全に略奪され、焼き払われ、住民の多くは殺された。コンラートが退却しようとした時、数人の「淫らな女性」が市壁から下に向かってひどく卑猥なジェスチャーで侮辱した 。彼はこれに立腹し、新たな突撃を敢行し、街を破滅させたのだと、古い年代記は記している。これによりコンラートは教皇から破門を宣告され、謝罪のためにローマに出向き、1234年にドイツ騎士団に入団した。1238年6月29日にフリッツラーに戻り、教会で悔悟の礼拝を行い、私財や贖宥状で得た金銭を教区教会を再建する資金に充てた。この街はすぐに再興に着手し、防衛施設を強化し、これに伴い、市壁は東側に突き出される形となった。広場の周りには新しいフランシスコ会修道院やドイツ騎士団の施設が設けられ、一連の市壁の塔が追加され、街の周囲の戦略上重要な地点には7つの監視塔が建てられた。マインツ大司教ジークフリート3世が教会会議を開催した1244年5月30日にはすでに教会は完全に修復されていた。
その後、1280年春にヘッセン方伯ハインリヒ1世がフリッツラー近郊で、マインツ大司教ヴェルナー・フォン・エップシュタインの軍とツィーゲンハイン伯ゴットフリート4世およびバッテンベルク伯の軍の連合軍に対して壊滅的打撃を与え、この街は新たに甚大な被害に耐えなければならなくなった。ハインリヒは、聖エリーザベトの孫にあたり、1247年にマーダー・ハイデで方伯となり、これ以後ヘッセン方伯を称していた。彼は北ヘッセンの領土内のマインツ大司教の存在を克服せねばならなかった。マインツ大司教は、ハインリヒ・ラスペの死に伴いヘッセン北部の統治権を要求していたのである。ここは1120年頃からマインツのレーエンであるとして、マインツへの帰属確認を要求したのであった。
大司教は商人を移住させ、この街はヘッセン最初の貨幣鋳造所となり、カッセル近郊の織物、毛皮、スパイスの取引所となった。最初の市壁は1184年から1196年に建設された。1280年にいわゆるノイシュタット（新市街）の建設が始まった。この街は独自の市壁で囲まれており、16世紀になるまで法的に独立した街であった。街の水道は木製の配水管のシステムによりエーダー川、詳しくはその分流である水車用水路から、マルクト広場や聖堂広場の泉や貯水タンクに給水されていた。
皇帝ルートヴィヒ4世に味方したマインツ大司教ハインリヒ3世・フォン・フィルネブルクが、カール4世をローマ王に選出した教皇クレメンス6世によって1346年4月に大司教を罷免され、ゲルラハ・フォン・ナッサウがその地位に就いた。ハインリヒ・フォン・フィルネブルクはこの教皇の決定を無視し、亡くなる1353年までゲルラハと大司教位を争った。ヘッセン方伯ハインリヒ2世はゲルラハを支持した。このマインツ大司教のシスマで、1347年5月にフリッツラーとグーデンスベルクとの間の平野はまたもやマインツとヘッセンとの戦いの場となった。この戦いでヘッセン方伯ハインリヒ2世はハインリヒ・フォン・フィルネブルクを決定的に打ち破った。ハインリヒ・フォン・フィルネブルクの死後、この戦いの功績とヘッセン伯となした誓いとによって、ゲルラハはニーダーヘッセンおよびオーバーヘッセンの方伯による領有をレーエンとして認めざるを得なかった。ただし、フリッツラー、アメーネブルクおよびナウムブルクだけは所有財産として保持された。
15世紀、1427年7月23日にフリッツラー近郊および同年8月10日にフルダ近郊で方伯ルートヴィヒ1世が大司教コンラート3世・フォン・ダーウンに勝利した戦いと、16世紀になされた宗教改革による、ヘッセン方伯に対する大司教の決定的敗北は、フリッツラーの重要性の低下をもたらし、カッセルがこれを凌駕した。1438年にはすでに聖ペーター教会は方伯の庇護下にあった。その1年後には、彼はヘッセンにおけるマインツの全財産のパトロンとなった。アウクスブルクの宗教和議以降、周囲がプロテスタントに転向したにもかかわらず、フリッツラーは隣村のウンゲダンケンとロートハイムハウゼンとともにマインツ大司教領のカトリックにとどまった。これは宗教上完全な、そして経済的に広範な孤立をこの街にもたらした。
1461年から1463年までのマインツ教会フェーデの間と、1468年から1469年までのヘッセン兄弟戦争の間との2回、この街はヘッセン領となるところであった。どちらの場合も、マインツ大司教アドルフ2世・フォン・ナッサウがヘッセン＝マールブルク方伯ハインリヒ3世にこの街を質入れしようとしたのだが、未然に防がれた。いずれも質入れの証文はすでに作成され、方伯と市の双方に交付されたのだが、市議会はその受け入れを拒絶した。市当局は巧みな政治手腕を発揮した。一度は、不仲の兄弟であるヘッセン＝カッセル方伯ルートヴィヒ2世とヘッセン＝マールブルク方伯ハインリヒ3世とを争わせ、もう一度はマインツの聖堂参事会に大司教の計画に対する調停を申し入れて成功した。フリッツラーはさらに防衛施設を強化し、武器を調達した。これにより、方伯ルートヴィヒに対して同じように抵抗したが軍事的に敗れ、占領されてしまったホーフガイスマーの轍を踏むことを回避できた。

### ペストと戦争
1483年にペストが猛威を振るった。約 2,200 人の住民のうち、生き延びたのはわずか約 600 人であった。その後も黒死病はこの街を何度も襲った。特に1472年、1558年、1567年、1585年、1597年、1610年から1611年、1624年に大流行した。

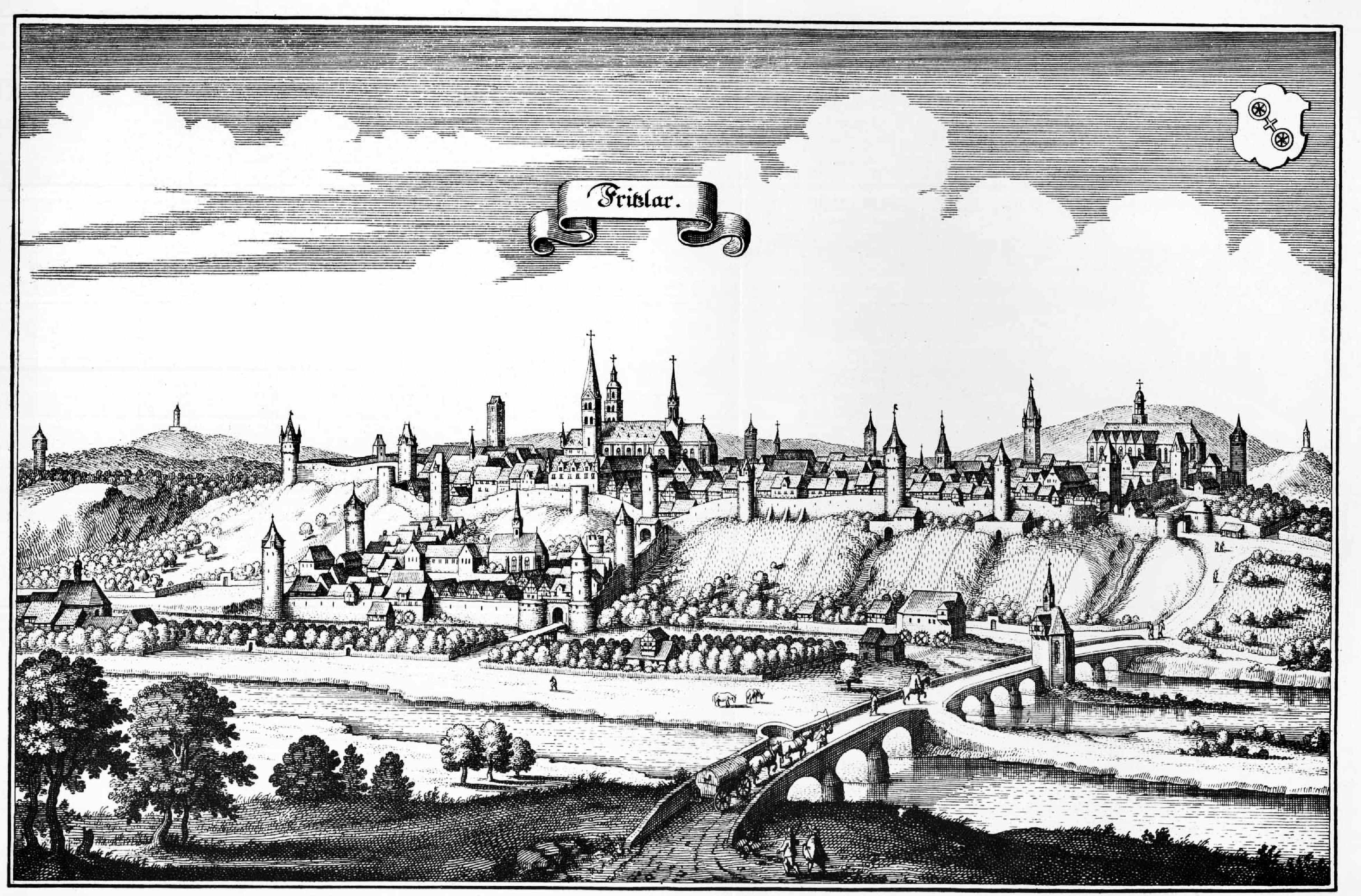
1646年に出版されたマテウス・メーリアンの銅版画に描かれたフリッツラー

三十年戦争は、1621年にブラウンシュヴァイク公クリスティアンの軍勢による略奪をもたらした。1631年9月9日にはヘッセン方伯ヴィルヘルム5世が率いるプロテスタント軍に占領され、略奪を受け、重い軍税の支払いを命じられた。リュッツェンの戦い後の退却の際、ティリー伯がフリッツラーに襲来した。ヘッセンは早々にこの街を放棄したが、その後すぐに再占領した。彼らは何度も皇帝軍によって追い払われながらもこの街を1648年まで占領し続けた。1640年8月14日に大公レオポルト・ヴィルヘルム・フォン・エスターライヒと将軍オクタヴィオ・ピッコロミーニが率いる皇帝軍がこの街を占領したが、8月20日にバンナー将軍が率いるスウェーデン軍が現れた。皇帝軍はこれに対抗する大規模な戦闘の準備ができていなかった。スウェーデン軍と皇帝軍が去った後、ヘッセン軍が戻ってきた。1647年にグロンスフェルト将軍とメランダー将軍が率いる皇帝・バイエルン連合軍がこの街を再度占領した。ウランゲル将軍が率いるスウェーデン・ヘッセン連合軍とテュレンヌ元帥が率いるフランス軍とによって追い払われたが、その後すぐに戻って来ると、1648年春にこれを奪回した。その後ヘッセンが再びこの街を占領し、1648年8月31日に最終的にこの街を明け渡した。1618年に 2,400 人だったこの街の人口は、1648年の終戦までに 400 人にまで減少し、街と教会がその被害から回復するために70年を要した。
七年戦争は、この街に再び甚大な被害をもたらした。敵のヘッセン、ブラウンシュヴァイク、ハノーファー、イングランド、その後再び同盟を結んだフランスとヴュルテンベルクが、入れ替わり立ち替わりこの街を支配した。1761年2月12日から15日まで、この街に陣取った約 1,000 人のVicomte de Narbonne-Peltor 将軍麾下のフランスおよびアイルランドの軍勢と、プロイセン王フリードリヒ2世の甥でブラウンシュヴァイク＝ヴォルフェンビュッテル公子カール・ヴィルヘルム・フェルディナントが率いる 6,000 人に増強された包囲軍との間で激しい戦闘が行われた。ハノーファー軍に大きな損害が出た2月13日の戦いの後、2月14日に包囲軍は 15,000 人に増員され、街の北側に強力な砲兵隊が合流し、激しい砲撃が開始された。2月15日も砲撃は続けられ、大きな被害が生じた。Narbonne 将軍は2月15日の夜に降伏し、その兵は撤退した。勝利した連合軍は、10,000 ターラーの軍税を徴収し、市壁の上部と壁内通路の破壊を開始した。この軍勢は、強力なフランス軍が接近しているとの報を承け、3月9日にこの街を離脱した。1762年、フランス軍は防衛施設の破壊を続けていた。塔や市壁の一部を取り壊し、北側の二重の堀を埋め立て、急斜面のエーダー川北岸のブドウ山をつぶした。現在も通りの名 (Am Weinberg) にその名残がある。フリッツラーは「feste Stadt（防衛機能を有する都市）」ではなくなり、何世紀も続いたブドウ山で栽培されたブドウによるワイン作りも廃止された。

### 近代
1803年の帝国代表者会議主要決議以後、フリッツラーは、やはりそれまでマインツ選帝侯領のアムト（地方行政管区）であったナウムブルク、アメーネブルク、ノイシュタットと共に、名目上はフリッツラー侯領としてヘッセン＝カッセル方伯領に属した。ヴィルヘルム9世方伯は1802年の9月から10月にすでにこれらのアムトを領有していた。また、ケルン選帝侯領であったフォルクマールゼンを軍事支配し、1802年12月1日に法的にこれを自領とした。これはリュネヴィルの和約（1801年2月9日）と仏露補償プラン（1802年8月18日）の取り決めに基づいており、帝国代表者会議主要決議の先駆けとなるものであった。1807年から1813年までフリッツラーはヴェストファーレン王国内のフリッツラー小郡の行政中心地であった。1821年にこの街はヘッセン選帝侯国フリッツラー郡の郡庁所在地となり、1866年のプロイセンによるヘッセン選帝侯国の併合後もその地位に留まった。1848年から1851年までの短い行政改革の時代に、それまでの（そしてその解体後の）フリッツラー郡、ホムベルク郡、ツィーゲンハイン郡からなるフリッツラー管区の行政都市となった。
普墺戦争では、まず1866年6月末にトリーアの軽騎兵が、その後はプロイセンの砲兵と歩兵がこの街を占領したが、戦闘も破壊も行われなかった。
1932年にフリッツラー郡は隣接するホムベルク郡と合併して、フリッツラー＝ホムベルク郡が形成された。
第二次世界大戦では、1943年5月17日から18日が、この街にとって大きな意味を持つ。エーダー湖のダムに対する空爆により、壊滅的な津波が下流に位置するこの街に向かって放出されたのである。1945年の復活祭の祝日も街の歴史にとって重要な日であった。バート・ヴィルドゥンゲンからエーダー川沿いに侵攻した米軍戦車部隊の先頭が聖金曜日に街の周縁部に到達したのである。昼頃にドイツの守備部隊が、エーダー川に架かる13世紀に建造された石橋を爆破した。その後36時間の間にドイツ兵 40 人、アメリカ兵 120 人が死亡し、復活祭の日曜日にこの街はアメリカ軍に占領された。ドイツ兵はヴェルケルに後退し、この集落はアメリカ軍砲兵隊の戦闘によって大部分が破壊された。
1974年の地域再編・行政改革の時代にフリッツラー＝ホムベルク郡、メルズンゲン郡、ツィーゲンハイン郡は合併し、シュヴァルム＝エーダー郡が成立した。この郡の郡庁所在地はホムベルクとなった。同時に周辺の9つの村落と、それまでヴァルデック郡に属していたチュッシェン市がフリッツラーに合併した。

### 修道院と教会

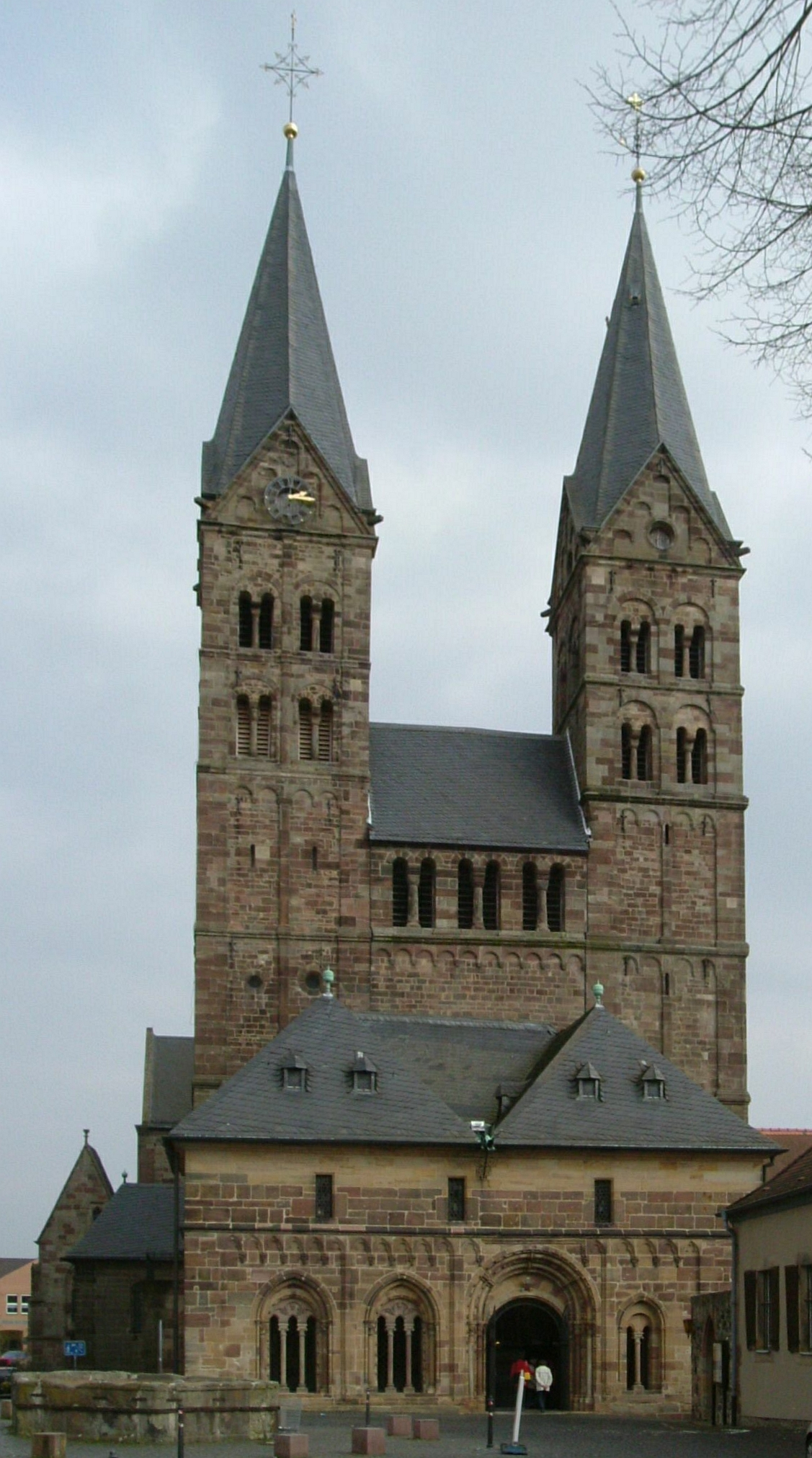
聖ペトリ教会（フリッツラー聖堂）

ボニファティウスとヴィクベルトのベネディクト会修道院と、これを起源として時代と共に成立していった聖ペトリ教会は、1803年5月28日に廃止されるまでこの街に存在していた。
1145年に貧民施療院が開設された。これを起源として、聖カタリナに献堂された教会を有する聖アウグスチノ女子修道会修道院が設立された。この修道院は16世紀に廃止された。その跡地に1713年から1719年にウルスラ会修道院の建物が建設された。この建物は現在も学校として利用されている。また、聖カタリナ教会も現存している。
1232年にコンラート・フォン・テューリンゲンにより街が完全に破壊された後、フランシスコ会は修道院建設許可を申請し、1237年に認可された。ただし、土地不足のため市壁に接する場所での建設許可であった。この修道院は1244年に完成した。教皇レオ10世の時代、1517年に貧民の抗争から起こったフランシスコ会の分裂では、この修道院はコンベンツァル派であることを公言していた。やがてこの街でルター派の宗教改革が多くの支持者を集め、1548年にこの修道院は閉鎖に追い込まれた。1552年にヘッセン方伯軍がこの街を占拠し、宗教改革がなされると、修道士らはこの街から去らねばならなかった。アウクスブルクの宗教和議の後 1555年に方伯の占領が解かれ、この街はカトリック側に残された。1562年1月14日、200人の騎士と300人の歩兵を擁したマインツの聖堂参事会はプロテスタント市民の抵抗運動を鎮圧した。反宗教改革に伴い、1615年にイエズス会が、1619年には再びコンベンツァル会が修道院を設立した。世俗化後、1804年に修道院は廃止が決定され、1811年に最終的に閉鎖された。修道院の所領は教会をも含めてすべてフリッツラー市に譲渡された。1330年頃に建設された大規模なゴシック建築の修道院教会は、1817年と1824年の2回に分けてプロテスタント教会の所有となった。プロテスタント教会はこの数年前に組織されたばかりであった。これ以後、この教会はプロテスタントの市教会となっている。また、修道院の残りの建造物は現在、近代的な病院として利用されている。
ドイツ騎士団は、1219年にはすでにフリッツラーに所領を有していた。1231年にはさらにハインリヒ・ラスペの寄贈により、現在のオーバーメルリヒ区に広大な土地を獲得した。その3年後、アーナベルク女子修道院がオーバーメルリヒの所領の永代借地権をドイツ騎士団に移譲した。騎士団は1234年にオーバーメルリヒに、テューリンゲン管区の下位に属す騎士領小管区を設けた。1255年からは、テューリンゲン管区から分離され、独立したヘッセン管区を形成する9つの小管区の1つとなった。この小管区は1304年にフリッツラーに本部を移した。この頃に建造された小管区長庁舎は1717年に取り壊された。その跡地にヘッセン管区長シェーンボルン伯ダーミアン・フーゴーが建造した建物は現存しており、私有物にもかかわらず「ドイツ騎士団の館」と呼ばれている。
旧市街のやや東寄りにある、1260年に初めて記録されているフラウミュンスター教会は、短命に終わった女子修道院の一部であったとされていた。14世紀のいくつかの文献にそうした記載が見られる。しかし、この記述は証明されておらず、むしろ疑問視されている。この教会周辺ではしばしば戦闘が行われていた。1527年のヘッセン方伯領の宗教改革後は、マインツ選帝侯領のフリッツラーの市域内にありながら、ヘッセン側の村オーバーメルリヒに属していた。
メスのウルスラ会は、16世紀に廃止されたアウグスチノ女子修道院の跡地に1711年に修道院を建設した。また、1713年に女学校の礎石が据えられた。修道院の建物は1719年に完成し、運用開始された。旧カタリナ教会は1726年に修道院教会となった。ビスマルクの文化闘争の時代、1877年から1887年まで修道女は追放され、修道院の建物は地方行政の役場として利用されたが、1888年にプロイセンから国の認可が得られた。しかしナチス時代には再び困難に直面した。基礎課程学校は1934年、リツェーウム（女子高等中学校）は1940年に閉鎖された。さらに1941年に修道院が接収され、修道女はゲシュタポによって追放された。1945年11月の返還後、修道院と学校は隆盛したが、2003年に後継者不足のために閉鎖された。現在、ウルスラ女子修道会学校は、ギムナジウムの上級3学年を含む共同型総合学校となっている。
1989年、オーストリアのゲーラ修道院によってフリッツラーにプレモントレ会修道院の分院が設立された。1992年からはザンクト・ヘルマン・ヨーゼフ修道院として存続していたが、2010年7月1日に職権濫用スキャンダルによって解体された.。
少なくとも6つの宗教建築が時代と共にこの街から姿を消した。その中には以下のものが含まれる。
- イエズス会は、1615年に聖ヨハネ礼拝堂近くの館に拠点を置いたが、それ以前の1578年に聖ニコラウス教会を手に入れた。この教会は1266年に初めて記録され1493年から市の所有となっていた古い教会で、現在の郵便局の場所にあった。元々は市で最も古い商人のギルドハウスであった。1629年9月にヘッセン方伯軍によってフリッツラーが占領され、イエズス会が追放された後、この教会は次第に崩壊していった。最後まで遺っていた教会塔には市の時計が取り付けられていたが、1755年に取り壊された。
- 聖堂広場の北側、現在の牧師館の場所に聖ヨハネス礼拝堂があった。これはおそらく領主館の付属建造物であったと推測される。この礼拝堂は、1463年に聖堂の祭壇寄進者に譲渡され、七年戦争の間に宗教建築としての機能を喪失した。その後は倉庫として利用され、19世紀には小さな教会組織がこれを利用したものの、ナポレオン時代には馬小屋として賃貸しされた後、1848年に老朽化のために解体された[13]。
- 現在の税務署の場所、市壁の前に聖ゲオルク教会があった。この教会は最初の市立病院＝ハンセン病患者療養所を併設していた。病院は1308年にノイシュタット前の水車用水路脇に移転した。そこには現在、施療礼拝堂がある。
- シルダー門の前に、16世紀に記録が遺るマリア礼拝堂があったが、現存していない。
- シナゴーグ
  - 1823年から1890年代末まではニコラウス通りに「旧シナゴーグ」があった。
  - 1897年から1939年までノイシュテッター通りに「新シナゴーグ」があった。

### 軍事都市
ヘッセン＝カッセル選帝侯領への編入後、フリッツラーの軍事都市としての歴史は始まった。1803年にはすでに、ヴォルフハーゲンにあった竜騎兵「フリードリヒ連隊」の騎兵一個中隊がフリッツラーに移転し、その後すぐに同連隊の残りの部隊もこれに続いた。普仏戦争勃発後の1806年、モルティエ将軍中立の選帝侯領を占領した。小規模ながら良質の軍備を有し、熟練したヘッセン選帝侯軍は武装解除され、解体され、ナポレオン・ボナパルトによって新設されたヴェストファーレン王国軍に編入された。
選帝侯領回復後、1815年にヘッセン選帝侯軍第1軽騎兵連隊がフリッツラーに配置された。市はこの連隊のために2,000ターラーを費やしてホッホツァイトハウスを糧秣庫として整備した。1840年、この駐屯軍は再び廃止された。ヘッセンの体制闘争の間、1850年から1851年にフリッツラーは、いわゆる「シュトラーフバイエルン」に支配された。
1866年秋のプロイセンによるヘッセン＝カッセル併合後、フリッツラーは1867年にプロイセンの駐屯地となり、最初は騎兵隊の、その後は第1野戦砲兵中隊第11部隊の騎兵が駐屯することとなり、市の北側に新しい駐屯施設複合体が設けられた。この中隊は1870年から1871年にヴァイセンブルクの戦い（1870年8月4日）、ヴェルトの戦い（同年8月6日）、セダンの戦い（同年9月1日）およびパリ包囲戦に参加した。1872年から1914年8月の第一次世界大戦開戦まで、第11野戦砲兵連隊がフリッツラー（およびカッセル）に駐屯した。

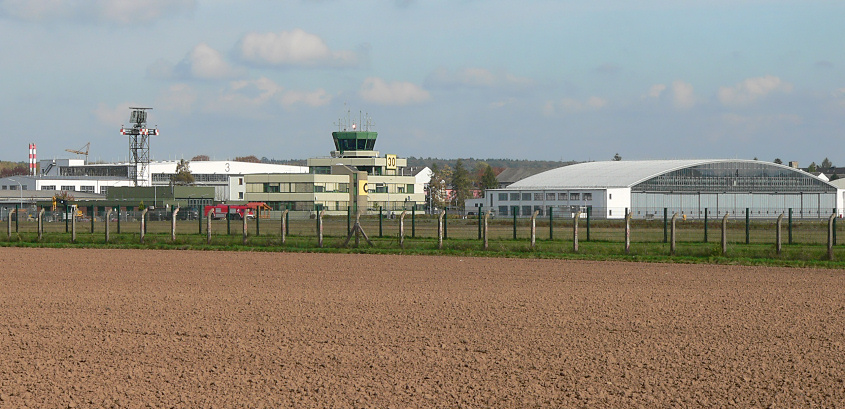
フリッツラー飛行場

両大戦間もこの街は、ドイツ軍第5砲兵中隊第11騎兵隊の駐屯地であり続けた。第三帝国時代の軍備拡張によって兵舎は著しく増強された。カッセラー通り沿いの古いヴァッター兵舎には第5砲兵中隊と、第9, 29, 45, 65砲兵中隊の各一部といくつかの教育部隊および補充部隊が配置された。1935年から1938年に広さ 300 ha の軍用飛行場が市の南のエーダー川下流沿いに新設された。1938年4月から戦闘機が、1944年から1945年まで夜間戦闘機が配備された。後の連邦大統領ヴァルター・シェールは若い頃、パイロットとしてフリッツラーに一時期駐在した。この飛行場建設のために、元々7つあった見張り施設の1つであるアウエヴァルトは1937年に解体された。1941年から1945年までこの飛行場はデッサウ飛行機・自動車工場AGの第2工場として利用された。1943年10月1日に新型の「Ju 352」のプロトタイプがこの飛行場から発進した。
第二次世界大戦終戦後、広大な古い砲兵隊基地は廃止され、その建物は民間（難民宿舎、産業用地、学校、体育館、乗馬ホール、移動サーカスの冬営地など）に転用された。旧兵舎の建物は、そのほとんどがやがて取り壊された。一方、軍用飛行場は占領軍に利用された。初めは1945年4月から7月までアメリカの第404および第365戦闘群が駐留し、P-47 サンダーボルトが配備された。その後1945年9月から1946年8月まで第366戦闘航空群が、1946年8月から1947年6月まで第27戦闘航空群が駐屯し、ともにやはりサンダーボルトが配備されていた。1947年から1951年まで第14保安連隊の司令部と第1大隊（1948年に改組され、第14機甲騎兵連隊と改名された）が旧飛行場に駐留した。1951年にアメリカ軍はフルダとバート・ハースフェルトに移転し、フリッツラーにはフランス軍（AMX-13軽戦車を有する第5驃騎兵連隊の一部）が駐屯することとなった。
1956年の連邦軍設立に伴い、占領軍は撤退し、その基地に連邦軍の擲弾兵大隊および砲兵大隊が置かれ、1957年からは陸軍航空隊も駐在した。これにより軍用飛行場は、フリッツラー陸軍飛行場となった。1997年に第1航空機械化旅団が編成され、これにより陸軍は初めて高速での航空移動が可能な歩兵を手に入れることとなった。2002年から第210衛生センターが配置された。2006年に連邦軍の再編に伴い、第1航空機動旅団の司令部と司令部中隊が配置された。また、同じくこの基地に駐屯する、戦闘ヘリコプター Typ BO105を有する第36攻撃ヘリコプター連隊「クールヘッセン」がこの旅団に含まれる。

## 宗教

### 概論
宗教は、ボニファティウスによるドナーアイヒェの切り倒しと最初の礼拝堂建設をはじめとして、この街の歴史に極めて重要な役割を演じた。ヘッセン方伯による宗教改革の開始に伴いマインツ大司教のフリッツラーは近隣のウンゲダンケン村およびロートヘルムスハウゼン村と共に1308年と1324年にフリッツラーの教会を獲得し、宗教的に孤立し、著しい経済的成長を得た。この飛び地の住民は20世紀中頃までほとんどがカトリックであった。市の発展期には、行政、軍事、サービス業者の流入によってプロテスタント住民の比率が徐々に増加した。これは第二次世界大戦に旧ドイツ東部領土から追放された人々を受け容れるまで続き、近隣市町村からの移住によって全人口のほぼ半数まで増加した。

### ユダヤ教組織
ユダヤ教組織は中世（1100年頃）にはすでに成立していたが、1348年から1349年のペストの時代のユダヤ人迫害で壊滅した。14世紀の末頃、新たな組織が形成され、1393年の文献にはユダヤ人は昔から同胞として交際しており、変わらずに交際すると記載されている。1469年、多くのユダヤ人家族がこの街を去った後、マインツ大司教アドルフ2世はその翌年に公式にユダヤ人追放令を発令した。17世紀から18世紀には、わずかなユダヤ人家族がこの街に住むだけであった。19世紀に移行する頃になってやっとユダヤ教組織が再興された。1860年頃にユダヤ人人口は139人の史上最大数となった。シナゴーグは18世紀末に建設された。1897年6月30日に完成した新しいシナゴーグは1938年11月の「水晶の夜」に破壊された。アロルゼンや近隣町村の多くの親衛隊員がこれに関わった。数多くのユダヤ人住民はフリッツラーから追放された後、絶滅収容所で殺害された。その中には、この組織の祈禱先唱者で教師のグスタフ・クロンとその妻が含まれる。現在では、シュラーデンヴェクの広いユダヤ人墓地や旧市街のいくつかの通りの名前（たとえばユーデンガッセ、アム・ヨルダン）、破壊されたシナゴーグ跡の記念板、いわゆる「つまずきの石」（殺害されたユダヤ人の名前が刻まれた銅のプレートを敷石に埋め込んだもの）だけが、これらの同胞をしのばせる。

### イスラム教徒
現在、少なからぬ数のイスラム教徒がこの街に住んでいる。その多くはトルコ系住民である。

## 行政

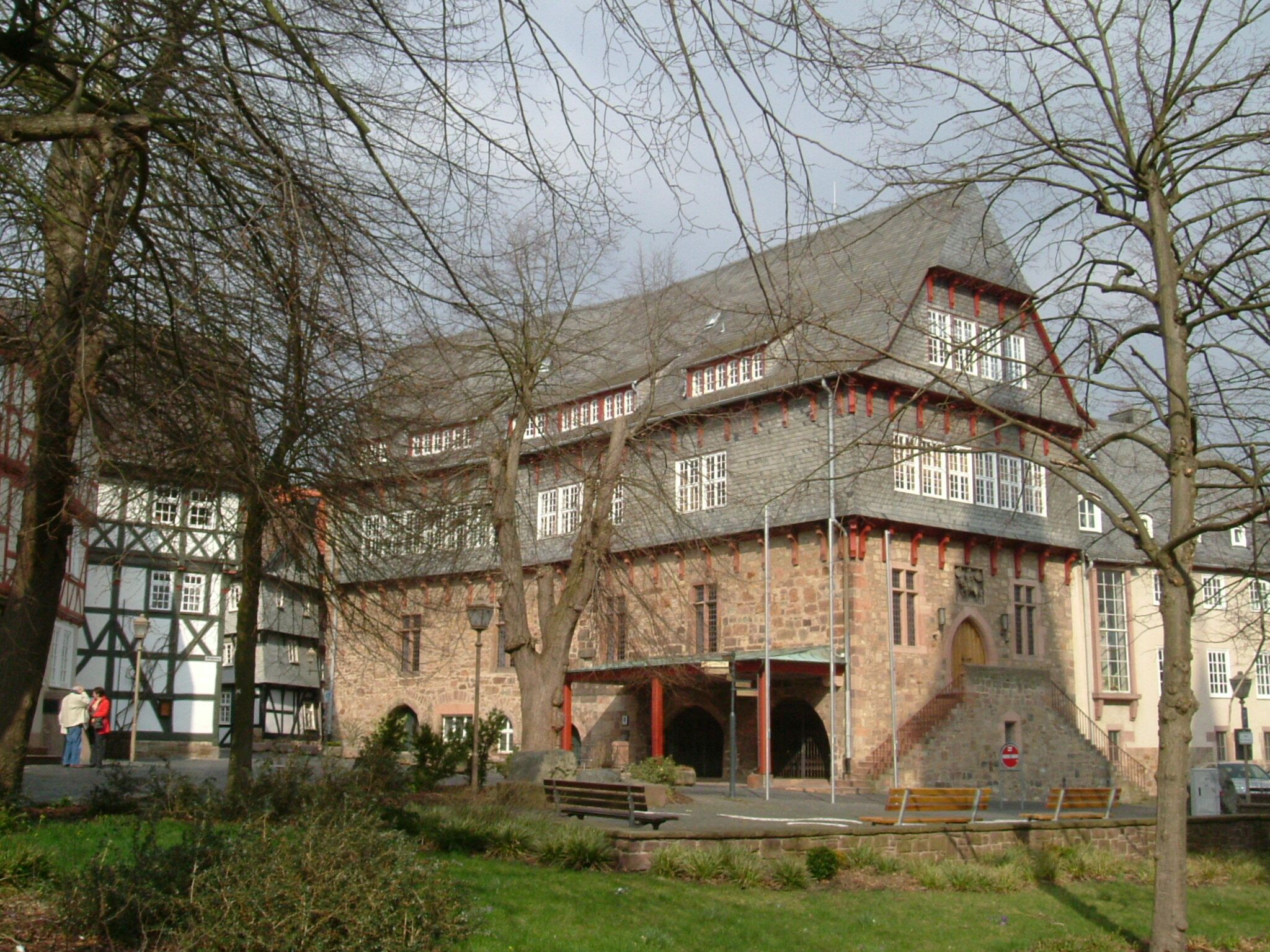
フリッツラー市庁舎

### 議会
フリッツラーの市議会は、37議席からなる。

### 首長
2012年1月29日の市長選挙は、ハルトムート・シュポガート (CDU)、ゲルリンデ・ドラウデ (SPD)、ヨアヒム・フランク（無所属）で争われ、シュポガートが 53.9 % の票を獲得して勝利した。彼は2012年5月1日から市長に就任している。

### 紋章
市の紋章は、銀地で、向かって左上と右下に配された赤い 2つの輪が十字でつながった意匠が描かれている。2つの輪はマインツの紋章に由来しており、この街が何世紀もの間マインツ大司教領に属していたことを示している。

### 姉妹都市
- バーナム＝オン＝シー・アンド・ハイブリッジ（イギリス、サマセット）
- カジーナ（イタリア、エミリア＝ロマーニャ州）

## 経済と社会資本

### 経済

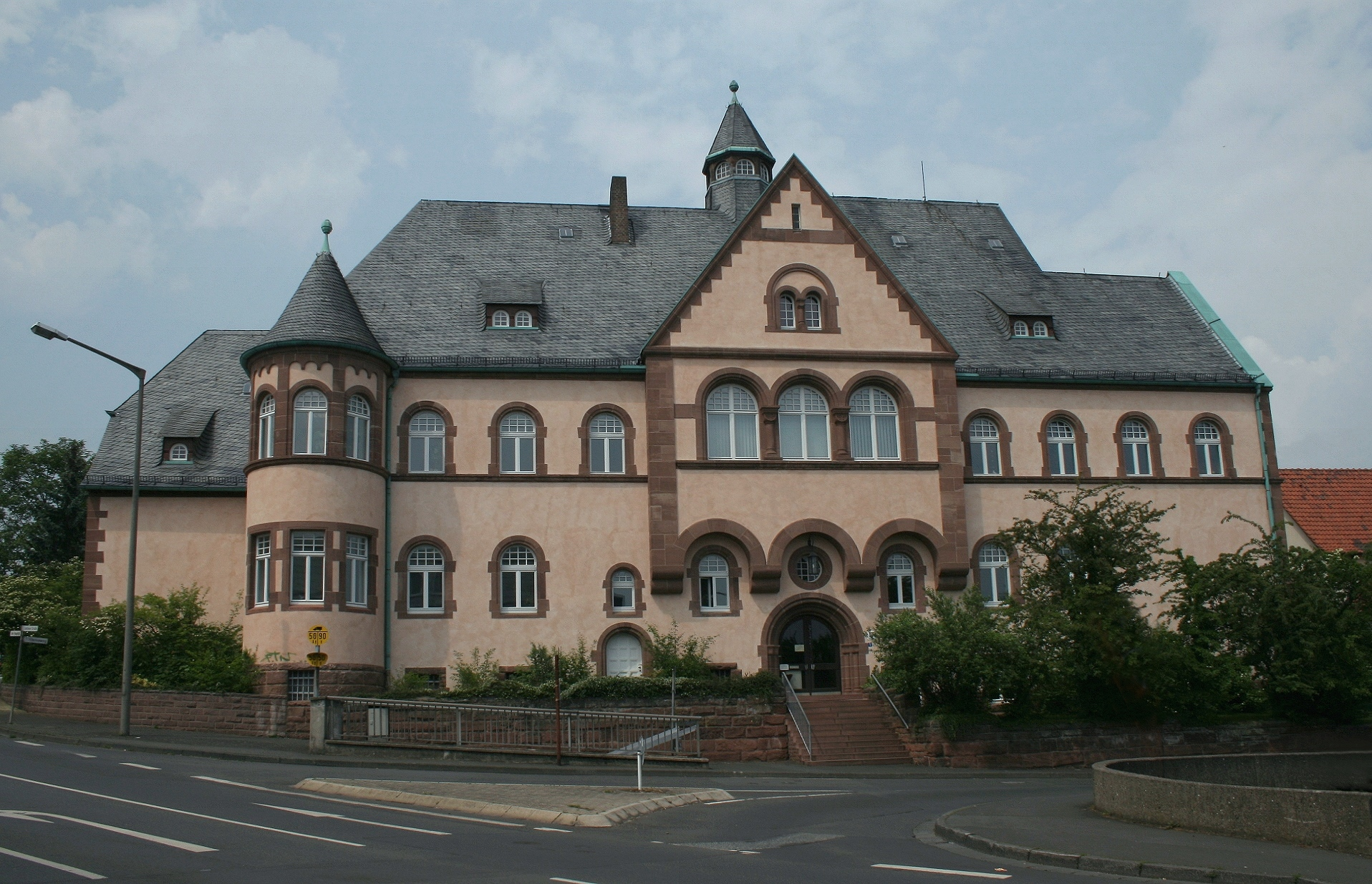
区裁判所

この街は、とりわけ行政運営とサービス業の中心となる街であり、公共および教会の運営機関、区裁判所、学校、病院などがある。さらにショッピングセンター、商店、レストラン、映画館、スポーツ施設、修理業者、クリニック、その他多くのサービス業者がある。フリッツラーは絵に描いたような中心街とショッピングセンター「ドームシュタット・センター」のおかげでこの地域で最も人気の商業都市となっている。

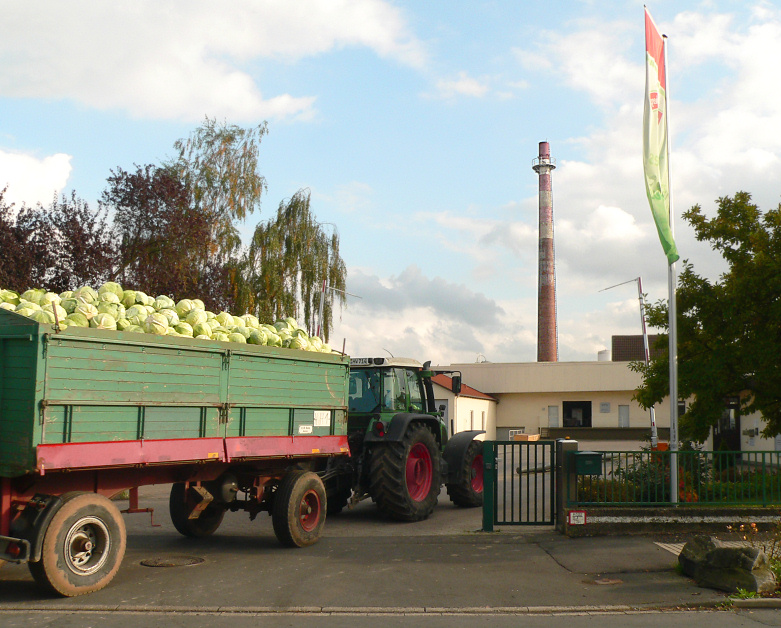
ヘングステンベルクの工場に運び込まれるキャベツ

この街最大の雇用主は連邦軍である。これにヘングステンベルク社の保存食品工場が続く。この工場は主にザウアークラウト、ロートクラウト、キュウリ、酢や、野菜の酢漬け料理を製造している。フリッツラー周辺地域はドイツにおけるキャベツの主生産地であり、フリッツラーの業者が世界最大のザウアークラウト製造業者である。

### 交通
この街の重要な交通機関は以下の通りである。
- 1884年に開業した鉄道 ヴァーベルン - ブリーロン＝ヴァルト線。かつてのバート・ヴィルドゥンゲンからコールバッハまでの路線は完全に廃止されている。残ったバート・ヴィルドゥンゲンからヴァーベルンまでの路線は2008年以降クールヘッセン鉄道の運営下にある。ヴァーベルンでは、カッセルやフランクフルト・アム・マインに通じるマイン＝ヴェーザー鉄道に接続する。
- アウトバーン A49号線（カッセル - マールブルク）
- 連邦道 B3, 253, 450号線
- 急行バス カッセル - フリッツラー - バート・ヴィルドゥンゲン
- フリッツラー・アレーからベルリンあるいはフランクフルト・アム・マイン行きのBEXの高速バス

### 教育
- ギムナジウム: ケーニヒ・ハインリヒ・シューレ
- ギムナジウム高学年を含む共同型総合学校: ウスズリーネンシューレ（カトリック系。かつてはウルスラ修道会が運営していた。現在の経営者はフルダ司教区）
- 本課程・実科学校: アンネ・フランク・シューレ
- 職業専門上級学校: ライヒスプレジデント・フリードリヒ・エーバート・シューレ
- 自由教会「Bund der Gemeinde Gottes」のドイツ養成教育/神学セミナー
- 基礎課程学校 - 3校
- 実践教育学校: シューレ・アム・ドーム
- 看護学校

### レジャー・スポーツ施設
- アルテン・ヴィルドゥンガー通りのスポーツ・レジャーパーク
- エーダーアウエの屋外プール
- エーダーアウエの馬術広場
- エーダーアウエの射撃場（小口径の銃、ピストル）
- エーダーアウエとローテン・ラインのテニス場
- 学校センター内とウルズリーネンシューレ前の体育館
- ローテンラインのサッカースタジアム
- 市の周辺全域の標識が整備された遊歩道
- エーダーアウエの自然学習路

## 文化と見所

### 演劇
- SCALA ヴァリエテ - 歴史的な記念建造物内にある

### 博物館

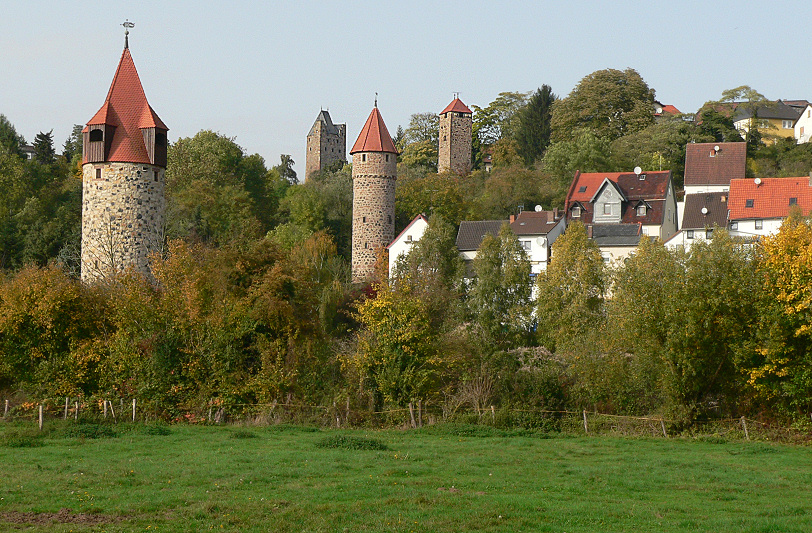
フリッツラーの4本の塔

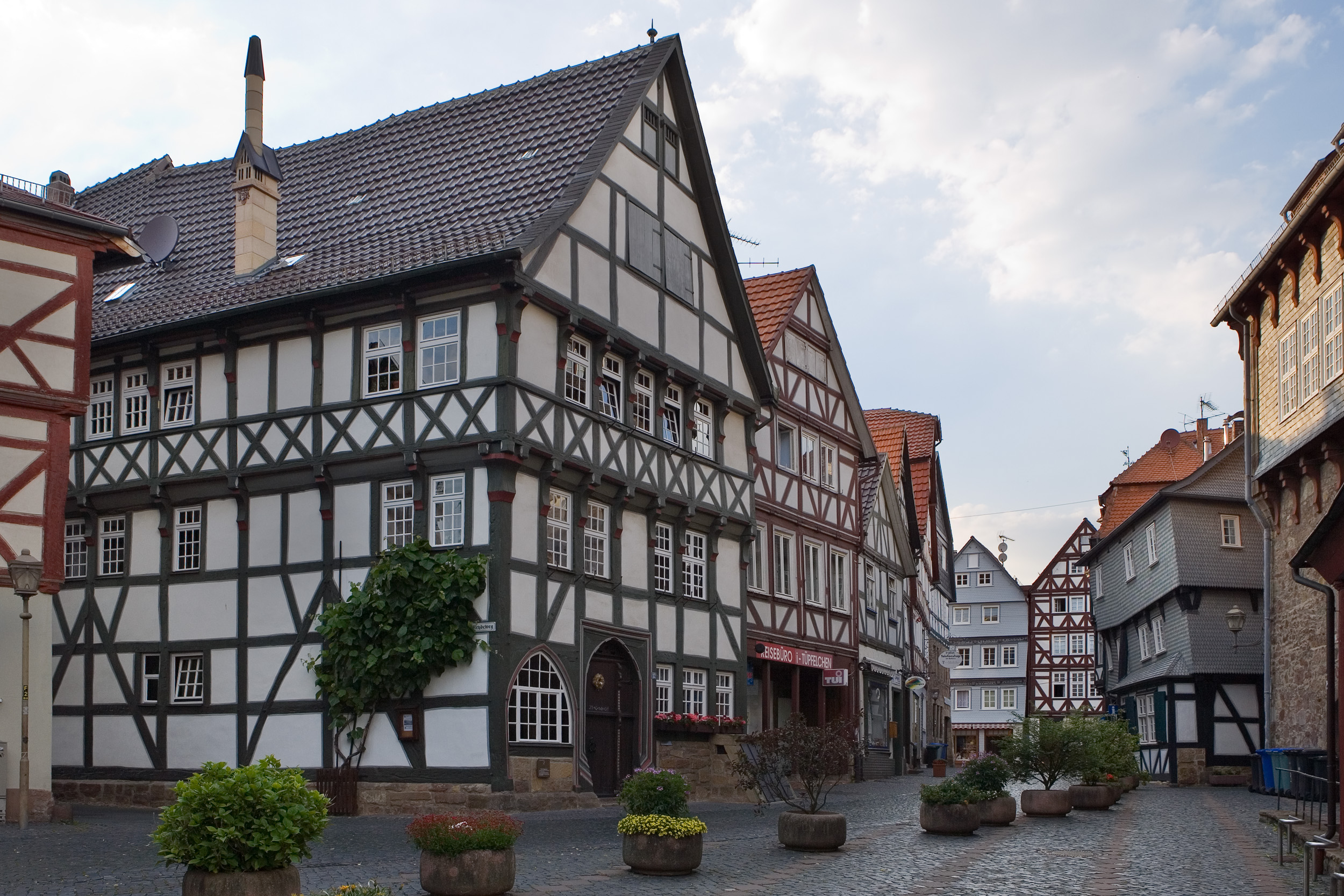
ツヴィッシェン・デン・クレーメン通りに建ち並ぶ木組み建造物

- 教区教会聖ペーター教会（「聖堂」1085年から1090年頃に建造）
- ゴシック様式の市教会（旧ミノリテン修道院教会、1244年建造）
- 市壁と見張り塔（12 - 14世紀）
- グラウアー塔、博物館がある（13世紀）
- 市庁舎（1109年、ドイツで最も古い役場）
- ローラントの泉や旧貨幣鋳造所があるマルクト広場
- ホッホツァイトハウス（1580/1590年頃）北ヘッセンにおける大規模な木組み建築で、1956年以降は前史時代、古代、民俗、市史の博物館となっている。
- クリー（14 - 15世紀）
- 木組み建造物群（15 - 18世紀）
- 旧フランシスコ会（ミノリテン）修道院（13世紀）、現在は病院である。
- 旧ウルスラ修道会（1719年）、現在はギムナジウムである。
- カタリナ教会（1300年頃）旧アウグスチヌ女子修道院およびウルスラ会修道院の修道院教会
- フラウミュンスター教会
- ドイツ騎士団の館
- ハルデハイザー・ホーフ
- ヴァルテン（旧市街外の見張り塔）
- ヴェルケルの村の教会、シュトックハウゼンのステンドグラス『世界の判事たるキリスト』がある。

### 周辺の観光地

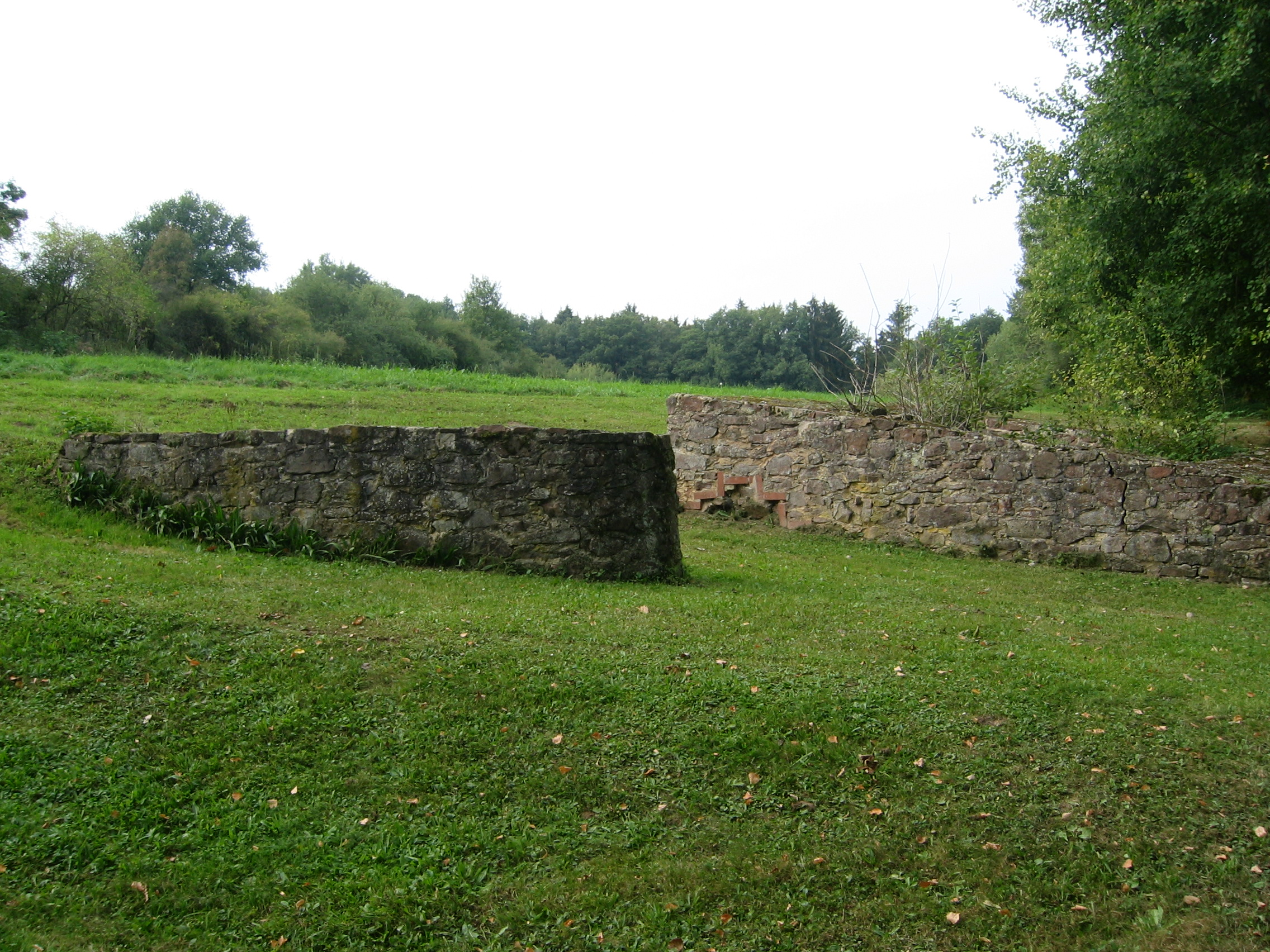
ビューラブルク城趾

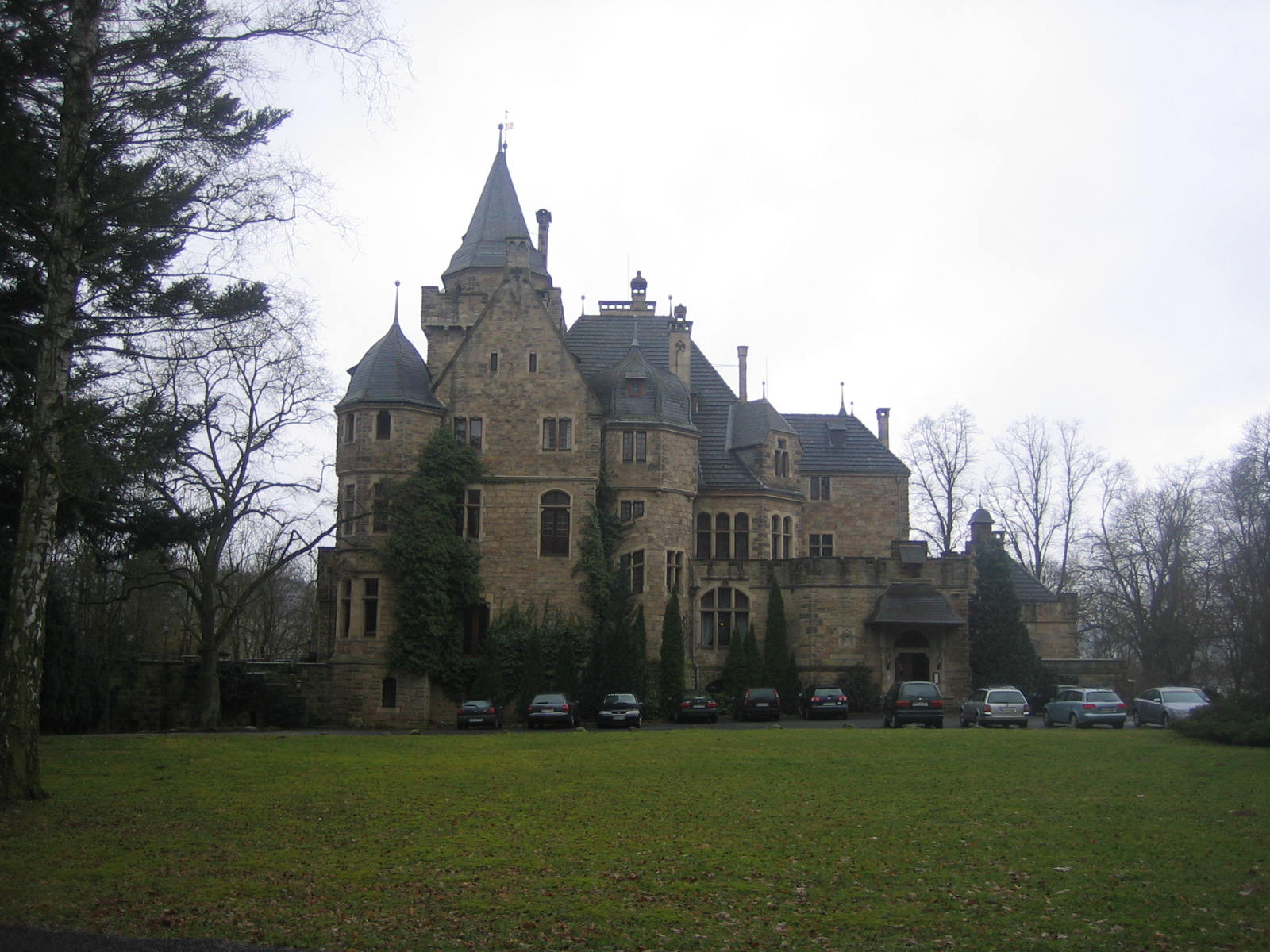
ガルフェンスブルク城

- ビューラベルク（7-8世紀の城砦と修道院、出土品、ブリギーダ教会、十字架の径）
- ガイスマー近郊の石器時代の定住地跡
- チュッシェン近郊の石室墓（紀元前 2000年頃）
- フリードリヒシュタイン城があるバート・ヴィルドゥンゲン
- フェルスブルク城があるフェルスベルク
- ハイリゲンベルク（ゲンズンゲン近郊）
- オーベルンブルク城があるグーデンスベルク
- ボルケン (ヘッセン)。ヘッセン褐炭採掘博物館がある。
- バート・ツヴェステン
- ホムベルク (エフツェ)
- ヴァルデック城とエーダー湖
- チュッシェンのガルフェンスブルク城
- フリッツラーはハーナウからブレーメンに至るドイツ・メルヘン街道沿いにある。

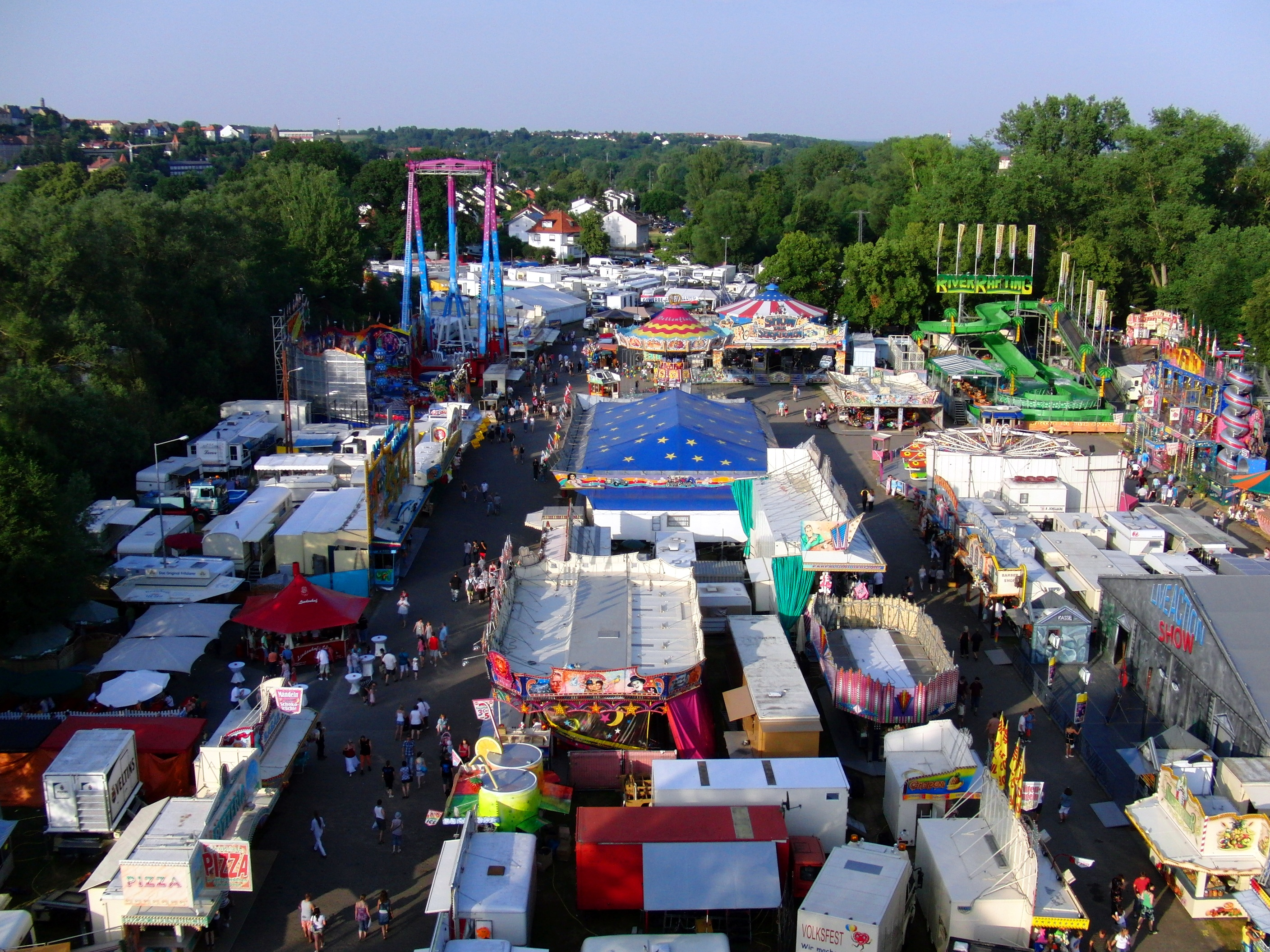
馬市の様子（2010年）

- マルクト広場沿いの商店
- ヴェルケルの教会
- ビューラベルクのブリギーダ教会
- ビューラベルクの十字架の径
- チュッシェンの石室墓

### 年中行事
- カーニバル、バラの月曜日のパレードがある。
- 馬市（家畜市と民衆祭）7月の第2週末
- 聖堂前での文化の週、8月
- ホッケー大会、10月末

### 文学
アドルフ・クニッゲは 1795年に『フリッツラーへの旅　1794年夏』を書いている。

## 人物

### 出身者
- ライナー・シェーネ（1942年 - ）俳優、歌手、ソングライター、作家
- シュテファン・バルケンホール（1957年 - ）芸術家、彫刻家

### ゆかりの人物
- 聖ボニファティウス（672年または673年頃（おそくとも675年以前） - 754年または675年）キリスト教伝道者
- ヴィクベルト（670年頃 - 747年）ボニファティウスの後継者となった宣教師。フリッツラーのベネディクト会修道院の初代修道院長
- ヴィッタ・フォン・ビューラブルク（700年頃 - 760年以後）ビューラブルク司教（741年から747年）
- イニャツィオ・フィオリッロ（Ignazio Fiorillo、1715年 - 1787年）オペラ歌手
- ベッティーナ・フォン・アルニム（1785年 - 1859年）作家。1794年から1797年までフリッツラーのウルスラ会学校で学んだ。
- イェンス・ボイテル（1946年 - ）SPDの政治家。1997年以降マインツ市の上級市長。フリッツラーのケーニヒ・ハインリヒ・シューレで学んだ。

## 引用
1. ↑  Hessisches Statistisches Landesamt: Bevölkerung in Hessen am 31.12.2023 (Landkreise, kreisfreie Städte und Gemeinden, Einwohnerzahlen auf Grundlage des Zensus 2011)]
2. ↑  Max Mangold, ed (2005). Duden, Aussprachewörterbuch (6 ed.). Dudenverl. p. 342. ISBN 978-3-411-04066-7
3. ↑  Ide, 1972, pp. 121–122
4. ↑  F. Schwind, Fritzlar zur Zeit des Bonifatius. In: Fritzlar im Mittelalter, pp. 69-88, この件については p. 72, pp. 77-79 に記述されている
5. ↑  M. Gockel, Fritzlar und das Reich. In: Fritzlar im Mittelalter, pp. 89-120.
6. ↑  H. K. Schulze, Das Chorherrenstift St. Peter zu Fritzlar im Mittelalter. In: Fritzlar im Mittelalter, pp. 144-167; St. Peter Fritzlar. Bilder aus seiner 1250jährigen Geschichte, Parzeller, Fulda, 1974.
7. ↑  Ide, 1972, p. 107
8. ↑  Fritzlar, Porträt einer historischen Stadt, Magistrat der Stadt Fritzlar, 1964, p. 3.
9. ↑  Demandt, 1974, pp. 26–27
10. ↑  Liebenswertes Fritzlar, 1999, p. 13,
11. ↑  Nach Missbrauchsskandal: Orden zieht sich zurück（「職権濫用スキャンダルの果て: 教団撤退」）、 ニーダーゼクジシェ・アルゲマイネ 2010年6月30日付け
12. ↑  ゲーラ修道院のプレスリリース
13. ↑  http://www.regionalmuseum-fritzlar.de/
14. ↑  Jürgen Preuß, 70 Jahre Flugplatz Fritzlar, 1938–2008.
15. ↑  Demandt, 1974, p. 29
16. ↑  Spogat wird Fritzlars neuer Bürgermeister Hessische/Niedersächsische Allgemeine 2012年1月29日付け（2012年6月10日 閲覧）